# Musikjahr 1555
Liste der Musikjahre

◄◄ | ◄ | 1551 | 1552 | 1553 | 1554 | Musikjahr 1555 | 1556 | 1557 | 1558 | 1559 | ► | ►►

Weitere Ereignisse
Dieser Artikel behandelt das Musikjahr 1555.

## Ereignisse

### Heiliges Römisches Reich

#### Hofkapelle von Kaiser Karl V. / Philipp II.
- Thomas Crécquillon, der „maistre de la chapelle“ am Hof von Kaiser Karl V. war, scheint spätestens 1555 in den Ruhestand getreten zu sein, weil er in diesem Jahr als ehemaliger kaiserlicher Sänger bezeichnet wird; ab diesem Jahr hat er auch ein Kanonikat in Béthune inne.
- Nicolas Payen, der seit 1540 in der Hofkapelle von Kaiser Karl V. als clerc d’oratoire und chapelain des hautes messes gewirkt hat, tritt nach der Abdankung Karls V. im Oktober 1555 als Hofkapellmeister in die Dienste von dessen Sohn und Nachfolger Philipp II.

#### Hofkapelle der Regentin Maria von Ungarn
- Benedictus Appenzeller, der seit 1536 Sänger am habsburgischen Hof der Regentin Maria von Ungarn in Brüssel und seit 1537 Leiter der Chorknaben (maître des enfants) war, bleibt – vermutlich aus Altersgründen – in Brüssel, als Maria von Ungarn nach der Abdankung von Kaiser Karl V. ihre Regentschaft in Brüssel aufgibt und ihren Wohnsitz mitsamt Hofstaat und Bibliothek nach Valladolid in Spanien verlegt. Appenzeller übt in Brüssel vom 28. Dezember 1555 bis Ende 1558 das Amt des Singmeisters an der Kirche Sainte-Gudule aus.

#### Hochstift Lüttich
- Ludovicus Episcopius wirkt seit 19. Oktober 1545 als zangmeester an der Kollegiatkirche St. Servatius in Maastricht. Er bekommt mehrere Benefizien und wird Mitglied der Bruderschaft der Kapläne als einer der scriptores chori. Diese Stellung behält er bis ins Jahr 1566.
- Johannes de Fossa hat wahrscheinlich in den 1540er bis 1550er Jahren in Lüttich seine Ausbildung.
- Jean De Latre ist seit November 1544 in der Nachfolge von Adam Lauri succentor an der Kirche St. Martin in Lüttich. Er leitet die Kapelle der Kirche fast 20 Jahre lang mit Geschick und Erfolg. Ebenfalls seit 1544 wirkt De Latre als Kapellmeister des Lütticher Fürstbischofs Georg von Österreich, einem humanistisch gesinnten Musikfreund. Hier hat er den Nutzen wichtiger Kontakte zu anderen Künstlern wie Lambert Lombard (1506–1566) und Franciscus Florius (1516–1570) und zu weiteren wichtigen Personen im Umkreis des Bischofs.

#### Grafschaft Holland
- Cornelis Boskoop ist seit dem 1. Mai 1554 und bis März 1573 Organist an der Oude Kerk in Delft.

#### Grafschaft Flandern
- Jacobus Clemens non Papa, der von 1. Oktober bis zum 24. Dezember 1550 als Sänger und Komponist im Dienst der Marienbruderschaft in ’s-Hertogenbosch stand, hält sich – worauf wenige Hinweise deuten – danach in Ypern auf. Obwohl Clemens in der Schrift Practica musica von Hermann Finck (1556) als lebender Komponist aufgeführt wird, enthält eine Handschrift, die 1564/66 in Antwerpen kopiert wurde, seine Motette Hic est vere martyr mit der Anmerkung „Ultimum opus Clementis non Papae anno 1555, 21 Aprilis“, was auf den Tod des Meisters, kaum 40 Jahre alt, im Jahr 1555 oder 1556 hindeutet.
- Christian Hollander ist als „Christiaen Janszone, gheseyed de Hollandere“ seit dem 1. Juni 1549 Singmeister an der Kirche St. Walburga in Oudenaarde. Diese Stellung hat er bis 1557 inne.

#### Markgrafschaft Antwerpen
- Antoine Barbé hat – nach den Akten der Kathedrale von Antwerpen – von 1527 bis 1562 die Stelle des Kapellmeisters inne.
- Séverin Cornet lebt von 1555 bis 1564 in Antwerpen, wo er eine Stelle als Sänger innehat. In dieser Zeit heiratet er Jeanne Barbé, die Tochter des Komponisten Antoine Barbé.
- Orlando di Lasso, der im Juni 1554 seine Stellung bei der römischen Lateranbasilika gekündigt und verlassen hatte, wegen der Erkrankung seiner Eltern zurück in die Niederlande gereist war und nach dem Tod seiner Eltern mit einem Freund aus Neapel eine Reise nach England unternommen hat, kehrt danach wieder in seine Heimat zurück und lässt sich für zwei Jahre in Antwerpen nieder. Seine als „Opus 1“ bekannte Sammlung von Madrigalen, Villanellen, Chansons und Motetten erscheint 1555 bei Tielman Susato in zwei Fassungen: einmal als 14. und letzter Teil einer Chansonreihe (seit 1543) und kurz darauf auch mit italienischem Titel und einer Widmung an Stefano Gentile, einem prominenten Genuesen in Antwerpen. Zwischen 1555 und 1594 wird durchschnittlich jeden Monat eine Ausgabe von Orlandos Werken herauskommen, und zwar als Individualdruck oder Sammlung (Anthologie), seien es Nachdrucke oder neue Werke, eine Zahl, mit der er alle Musikerkollegen übertrifft. Die Musikherausgeber in Deutschland, Frankreich, Italien und den Niederlanden wetteifern geradezu in der Vermarktung neuer oder bereits erschienener Werke des Komponisten.
- Tielman Susato, der 1543 in Antwerpen ein dreijähriges Druckerprivileg erhalten hat, bringt in den Jahren zwischen 1543 und 1561 drei Bände mit Messkompositionen heraus, 19 Motetten- und 22 Chansonbücher, darüber hinaus eine Serie mit elf Bänden Musyck Boexken. Seine Publikationen sind in der Mehrheit Sammelbände mit Werken mehrerer Komponisten. Seit 1531 ist Susato außerdem Mitglied der Antwerpener Stadtmusikanten; er spielt die Instrumente Flöte, Blockflöte, Krummhorn, Feldtrompete und Posaune und hat vielleicht auch die abendlichen Andachten der Bruderschaft begleitet. 1555 veröffentlicht Susato die Sammlung Le Quatoiriesme Livre des chansons, die 29 Kompositionen von Orlando di Lasso enthält, eine wichtige frühe Quelle dieses Komponisten.
- Gérard de Turnhout ist seit dem Jahr 1545 Chorsänger an der Liebfrauenkirche in Antwerpen.
- Hubert Waelrant mietet sich von 1553 bis 1556 im Haus des Spielmanns Gregorius de Coninck in Antwerpen ein. Teil des Mietvertrages ist, dass Waelrant den Knaben, die bei dem Mietherrn eine Lehre absolviert haben, kostenlosen Gesangsunterricht erteilt. In den Jahren 1554 bis 1558 arbeitet er mit dem Drucker Jan De Laet zusammen (Waelrant & Laet) und wirkt hier als Verleger und Verkäufer; in dieser Zeit bringen beide sechzehn schön gestaltete Musikdrucke heraus.

#### Cambrai
- Im Jahr 1548 und später mehrfach bis 1556 erscheint ein Philippe de Monte als petit vicaire an der Kathedrale von Cambrai; ob es sich dabei um den Komponisten handelt, ist nicht ganz sicher. Als König Philipp II. von Spanien 1554/55 anlässlich seiner Vermählung mit Maria Tudor nach England reist, befindet sich Philippe de Monte in seinem Gefolge. Er hat dort William Byrd kennengelernt, hat aber danach die Hofkapelle des Königs offenbar bald wieder verlassen.

#### Tournai
- Nicolas Gombert ist Kanoniker in Tournai, wo er seit 1534 eine kirchliche Sinekure innehat. Sein Name erscheint nicht in der Liste der Geistlichen, die in Tournai Messen gelesen haben, und er übt wohl keine priesterlichen Funktionen mehr aus. Hier dürfte er auch Pierre de Manchicourt kennen gelernt haben.
- Pierre de Manchicourt ist seit 1545 Kapellmeister und Lehrer der Chorknaben und seit 1554 Gesangslehrer an der Kathedrale von Tournai.

#### Hamburg
- Jacob Praetorius der Ältere, der wahrscheinlich in seiner Heimatstadt Magdeburg Unterricht von Martin Agricola erhielt, ist von 1555 bis zu seinem Tod als Organist und Kirchenkomponist an zwei Kirchen in Hamburg nachweisbar.

#### Vereinigte Herzogtümer Jülich-Kleve-Berg
- Martin Peudargent ist Hofkomponist in den Diensten von Wilhelm V. von Jülich-Kleve-Berg. 1555 veröffentlicht er eine Motettensammlung. Diese gilt als erster Düsseldorfer Musikdruck.

#### Fürstentum Braunschweig-Wolfenbüttel
- Johann Zanger der Ältere, der seit 1548 in Braunschweig als Rektor am Katharineum tätig war, ist seit 1553 Pfarrer an der Petrikirche.

#### Kurfürstentum Sachsen
- Wolfgang Figulus, der von 1549 bis 1551 als Thomaskantor der Thomasschule in Leipzig gewirkt hat, ist von 1551 bis zu seiner Pensionierung 1588 Kantor und Lehrer an der Fürstenschule in Meißen. Er unterrichtet die Fächer Musik, Latein und Religion und sorgt für die musikalische Gestaltung der Gottesdienste in der Afrakirche. 1555 veröffentlicht er in Leipzig seine musiktheoretische Schrift Elementa musicae brevissima.
- Hermann Finck, der 1545 Student an der Universität Wittenberg war, unterrichtet hier ab dem Jahr 1554 Gesang und Instrumentalmusik. 1555 veröffentlicht er im Verlag der Erben von Georg Rhau einen Hochzeitsgesang mit fünf Stimmen und einen Grabgesang mit vier Stimmen. Er beeinflusst damit maßgeblich Melanchthons Musiktheorie.
- Mattheus Le Maistre, der wahrscheinlich vor 1554 am bayerischen Hof in München gewirkt hat, ist seit 1554 sächsischer Hofkapellmeister als Nachfolger von Johann Walter; ab dieser Zeit sind seine Kompositionen fast ausschließlich gedruckt überliefert. Die Hofkapelle umfasst seinerzeit 40 Musiker. Hier übernimmt er auch die Traditionen von Johann Walter und Georg Rhau, vertont Teile von Luthers Kleinem Katechismus und komponiert Choralmotetten zu Luther-Liedern.
- Nikolaus Selnecker, der unter dem Einfluss von Philipp Melanchthon am 31. Juli 1554 den akademischen Grad eines Magisters der Freien Künste erlangt hat, wird am 1. Mai 1555 als Mitglied der philosophischen Fakultät aufgenommen.
- Antonio Scandello, der 1549 mit fünf weiteren „welschen Musikern“ von Kurfürst Moritz von Sachsen bei einer Italienreise eingestellt wurde, ist Mitglied der Dresdner Hofkapelle.
- Johann Walter, der seit 1548 Kapellmeister der Hofkantorei von Kurfürst Moritz war, lebt nach seiner Pensionierung 1554 in Torgau. Walters letzte Lebensjahre sind geprägt von Kompositionen und Dichtungen, die er seinen ehemaligen Landesherren widmet.

#### Erzstift Magdeburg
- Martin Agricola ist Kantor in Magdeburg.

#### Herzogtum Bayern
- Ludwig Daser ist seit 1552 Kapellmeister der Münchner Hofkantorei.

#### Reichsstadt Nürnberg
- Georg Forster lebt seit 1548 in Nürnberg, wo er zum Leibarzt von Abt Friedrich zu Hailsbronn ernannt wurde. In Nürnberg bleibt er 20 Jahre bis zu seinem Tod.

#### Kurpfalz
- Jobst von Brandt ist seit 1548 Hauptmann in Waldsassen (Oberpfalz) und Verwalter des dortigen Klosters sowie Pfleger von Liebenstein bei Tirschenreuth.
- Sebastian Ochsenkun ist seit 1544 Lautenmeister am kurpfälzischen Hof in Heidelberg.

#### Freiburg im Breisgau
- Glarean ist seit 1529 Professor der Poetik in Freiburg im Breisgau. Dort lehrt er bis zu seiner Emeritierung 1560 Poetik, Geschichte und Geografie.

#### Herzogtum Württemberg
- Sigmund Hemmel, der seit 1552 Kapellmeister der Hofkapelle von Herzog Ulrich von Württemberg in Stuttgart war, gibt diese Stellung 1554/55 auf. Nachfolger als Kapellmeister wird der Bassist Philip Weber.

#### Herzogtum Mecklenburg
- Adrianus Petit Coclico, der seit Ende 1550 in Nürnberg gelebt hat, verlässt im Jahr 1555 Nürnberg und geht nach Schwerin an den Hof von Herzog Johann Albrecht I. von Mecklenburg, wo er für ein Jahr bleibt.

#### Erzherzogtum Österreich
- Jakob Buus ist seit Spätherbst 1550 Mitglied der kaiserlichen Hofkapelle und Organist in Wien. Ab 1553 erhält er dort, laut Eintragungen in den Listen der Hofkapelle, monatlich 20 Gulden, ab 1554 25 Gulden. Als Kapellmeister wirkt hier um diese Zeit Pieter Maessins, als weiterer Organist Christoph Kräll. In seiner Wiener Zeit sind nur drei Motetten entstanden, die von 1553 bis 1556 bei den Nürnberger Verlegern Montanus und Neuber erscheinen.
- Johannes de Cleve ist, worauf Belege hindeuten, ab dem Jahr 1553 Sänger (Tenorist) in der Hofkapelle des österreichischen Regenten Erzherzog Ferdinand (1503–1564) in Wien.
- Jacobus Vaet, der Ende 1551 oder Anfang 1552 die Dienste von Kaiser Karl V. verlassen hat und an die Hofkapelle von Erzherzog Maximilian in Wien gegangen ist, ist hier seit dem 1. Januar 1554 Kapellmeister.

#### Königreich Böhmen
- Nikolaus Herman ist Kantor und Lehrer an der Lateinschule in St. Joachimsthal. Hier arbeitet er unter anderem mit Johannes Mathesius zusammen, der dort ab 1532 als Rektor der Schule und ab 1540 als Pfarrer amtiert.
- David Köler, der seit 1551 in Ingolstadt studiert hat, ist in den Jahren 1554/55 Kantor in Schönfeld in Böhmen, heute Krásno nad Teplou. Hier entsteht seine Sammlung von zehn Psalmen, die lediglich in einem Exemplar in der Ratsschulbibliothek Zwickau vollständig erhalten ist.

#### Alte Eidgenossenschaft
- Homer Herpol, ein Schüler von Heinrich Glarean in Freiburg im Breisgau, ist seit 1550 Kantor an der Kirche St. Nikolaus in Freiburg (Schweiz). Der dortige Stadtrat erlaubt ihm 1555 einen Urlaub für weitere Studien bei Glarean.

#### Herzogtum Modena und Reggio
- Cipriano de Rore, der 1546 von Herzog Ercole II. d’Este (1508–1559) als Kapellmeister an seinen Hof nach Ferrara geholt wurde, wirkt hier fast zwölf Jahre lang fast ohne Unterbrechung, nachdem Ferrara zuvor schon als herausragendes Zentrum der Künste, besonders der Musik, bekannt ist. Während dieser Zeit schreibt de Rore dort mindestens 107 Werke für die Familie d’Este sowie für Mitglieder der geistlichen und weltlichen Oberschicht Europas. Seine Werke sind größtenteils in sieben Madrigalbüchern erhalten.
- Giaches de Wert wirkt Mitte der 1550er Jahre offenbar vorübergehend in Ferrara, wo er vielleicht Unterricht bei Cipriano de Rore hat.

#### Herzogtum Toskana
- Paolo Aretino, der bis 1547 als Kantor am Dom von Arezzo gewirkt hat, ist danach bis zu seinem Tode im Jahr 1584 an Santa Maria della Pieve, ebenfalls in Arezzo, tätig.
- Francesco Corteccia steht seit dem Jahr 1539 im Dienst der Familie de’ Medici und bekleidet die Stelle des Kapellmeisters am Hofe des Herzogs Cosimo I. Zu seinen zahlreichen Schülern gehören Cristofano Malvezzi und Luca Bati (1546–1608).
- Nicolao Dorati wirkt seit 1543 in der Stadtkapelle von Lucca, zunächst als Posaunist und ab 1557 für über zwanzig Jahre als Kapellmeister.

### Königreich England

#### Chapel Royal von Maria I.
- John Sheppard ist seit etwa 1552 „Gentleman of the Chapel Royal“ in London.
- Thomas Tallis, der 1543 zum „Gentleman of the Chapel Royal“ in London ernannt wurde, bekleidet dieses Amt in den folgenden 40 Jahren.

#### Diözese Ely
- Christopher Tye, der an der Universität Cambridge studierte und dort und in Oxford im Fach Musik promovierte, ist seit ca. 1543 Master of the Choristers an der Kathedrale von Ely und hat diese Stellung bis 1561 inne.

### Königreich Frankreich

#### Chapelle Royale von Heinrich II.
- Jacotin Le Bel ist Mitglied der Hofkapelle des französischen Königs Heinrich II.
- Clément Janequin, der seit 1549 in Paris in den Diensten des Herzogs von Guise steht, ist ab 1555 Mitglied der königlichen Hofkapelle Heinrichs II. Seine etwa 400 Chansons, von denen bereits zu Lebzeiten etliche Drucke erscheinen, machen ihn weithin berühmt.
- Pierre Sandrin ist von 1549 bis 1560 Kanonikus der Chapelle Royale.

#### Lyon
- Loys Bourgeois lebt seit 1552 als maître musicien in Lyon.
- François Roussel, der von 1548 bis 1550 als Kapellmeister der Cappella Giulia am Petersdom in Rom tätig war, wirkt in den 1550er Jahren möglicherweise in Lyon.

#### Paris
- Jakob Arcadelt ist ab 1554 als Sänger am Hof des späteren französischen Königs Karl IX. in Paris belegt, wo er bis zu seinem Tod bleibt. Zur gleichen Zeit steht er im Dienst des humanistisch orientierten Kardinals von Lothringen, Charles de Guise (1524–1574), der ebenfalls in Paris residiert.
- Pierre Certon wirkt seit 1529 in Paris an Notre-Dame und ist hier seit 1542 Leiter des Knabenchores.
- Claude Goudimel studiert wahrscheinlich seit 1549 und bis 1557 an der Universität Paris und hat im Verlagshaus von Nicolas Du Chemin (1520–1576) seit 1551 das Amt eines Korrektors. Seit 1553 ist er Teilhaber des Verlags.
- Adrian Le Roy lebt in Paris und ist musikalischer Leiter des von ihm mit seinem Vetter Robert Ballard 1551 gegründeten Musikverlags Le Roy & Ballard.

### Italienische Staaten

#### Kirchenstaat
- Giovanni Animuccia ist seit 1555 als Nachfolger von Giovanni Pierluigi da Palestrina Kapellmeister der Cappella Giulia an St. Peter im Vatikan.
- Leonardo Barré, der seit 1537 Sänger der päpstlichen Kapelle in Rom war, verliert 1555 diese Anstellung und wird Kapellmeister in San Lorenzo.
- Ghiselin Danckerts ist seit 1538 Sänger der päpstlichen Kapelle in Rom. Er wird dieses Amt bis 1565 ausüben.
- Ghinolfo Dattari erhält ab Februar 1555 in Bologna eine Anstellung als Sänger in der Kapelle von San Petronio, der er 62 Jahre lang, bis zu seinem Tode angehörte.
- Domenico Ferrabosco, der seit 1551 Sänger der päpstlichen Kapelle in Rom war, verliert nach der Inthronisierung von Papst Paul IV. am 23. Mai 1555 diese Anstellung. Der neue Papst duldet keine verheirateten Künstler in seinen Diensten und Ferrabosco muss gehen, ein Schicksal, das er mit Giovanni Pierluigi da Palestrina und Leonardo Barré teilt. Ferrabosco kehrt in seine Heimatstadt zurück und wird dort wieder als Kapellmeister aktiv.
- Jacobus de Kerle wirkt ab 1555 wieder als Magister capellae an der Kathedrale von Orvieto. In dieser Position war er hier bereits von 1548 bis 1550 tätig gewesen.
- Giovanni Pierluigi da Palestrina, der seit 1. September 1551 magister cantorum an der Cappella Giulia der Peterskirche in Rom war, wird Anfang 1555 auf Anordnung von Julius III. zum Mitglied der päpstlichen Kapelle (Sixtinische Kapelle) ernannt, auch hier ohne die festgelegten Prüfungen und ohne den üblichen Beschluss der anderen Sänger. In diese Dienstzeit fällt die Veröffentlichung von Palestrinas erstem Madrigalbuch zu vier Stimmen. Nach dem Tod von Julius III. am 23. März 1555 kommt es zum Pontifikat von Marcellus II., das zwar nur drei Wochen dauert, mit seinen humanistischen und musikalisch reformerischen Impulsen aber einen deutlichen Einfluss auf Palestrina hat (Komposition der Missa Papae Marcelli, etwa 1562). Der Nachfolger Paul IV. (1555–1559) verfügt in seinem rückwärts gewandten Reformeifer dagegen, dass die Mitglieder der Sixtinischen Kapelle nur Kleriker sein können, so dass am 30. Juli 1555 unter anderen die drei verheirateten Mitglieder, unter ihnen Palestrina, mit einer lebenslangen Rente entlassen werden. Palestrina übernimmt am 1. Oktober 1555 als Nachfolger von Orlando di Lasso die Kapellmeisterstelle der Cappella Pia an San Giovanni in Laterano, dem römischen Bischofssitz des Papstes, die finanziell und personell deutlich schlechter ausgestattet ist als seine vorangegangenen Positionen. Dennoch festigt der Komponist sein Ansehen durch das Erscheinen von Madrigalen in dichter Folge in renommierten Sammeldrucken.

#### Markgrafschaft Montferrat
- Jachet de Mantua ist spätestens seit 1535 Magister der Kapellknaben und Kapellmeister an der Kathedrale St. Peter und Paul in Mantua. In Mantua hat er durch seine direkte Unterstellung unter den Kardinal eine Sonderstellung inne. Seine Bekanntheit beruht auch auf zahlreichen Veröffentlichungen seiner Werke, mit der Folge, dass sehr viele zeitgenössische Autoren sich in ihren Schriften mit seinem Wirken auseinandersetzen.

#### Herzogtum Urbino
- Dominique Phinot ist – wie zwei Dokumente aus dem Archiv der Stadt Urbino, datiert auf den 26. März 1545 und auf den 20. November 1555, belegen – bei Herzog Guidobaldo II. von Urbino angestellt.

#### Republik Venedig
- Baldissera Donato ist seit 1550 als Sänger (zunächst an San Marco in Venedig) aktiv und wirkt auch in der Ausbildung der Sänger.
- Andrea Gabrieli ist von Juni 1555 bis mindestens Juli 1557 Organist in seiner venezianischen Heimatgemeinde Venedig und wird nach dem Tod seines Vaters das Oberhaupt der Familie.
- Antonio Gardano, der seit 1532 in Venedig lebt und hier einen Musikverlag und eine Druckerei gegründet hat, gibt zwischen 1538 und 1569 rund 450 Publikationen, vor allem Madrigale und geistliche Musik heraus. Von den noch 388 erhaltenen Drucken sind nur zwei nicht musikalischen Inhalts.
- Gioseffo Guami soll sich zwischen 1550 und 1560 in Venedig aufgehalten haben und dort Schüler von Adrian Willaert und Annibale Padovano gewesen sein.
- Francesco Londariti, der 1549 als bereits berühmter Musiker Kreta verlassen hat, hat eine Anstellung als Cantore (Sänger) im Chor des Markusdoms in Venedig unter dem Kapellmeister Adrian Willaert. Aus dieser Position hat er Zugang zu Venezianer Adelskreisen, in denen Kunst, Musik und Literatur stark gefördert werden und wo er zu den angesehensten Musikern zählt. Londariti, der 1552 für ein unbekanntes, schwerwiegendes Vergehen mit dem vorläufigen Verlust seiner geistlichen Titel bestraft wurde – offenbar drohte ihm auch die Exkommunikation – gelingt es 1555, dass diese Sanktionen durch den Vatikan aufgehoben werden, dennoch kann er seine Stellung in Venedig nicht halten und verlässt die Stadt im folgenden Jahr.
- Annibale Padovano ist von 1552 bis 1565 erster Organist am Markusdom in Venedig. Padovano ist an der Einführung des wechselseitigen Musizierens der zwei auf gegenüberliegenden Emporen postierten Orgeln und Chöre beteiligt, woraus sich mit Adrian Willaert die Venezianische Mehrchörigkeit entwickelt.
- Girolamo Parabosco ist erster Organist am Markusdom in Venedig.
- Costanzo Porta lebt seit 1549 in Venedig und ist dort Schüler des Komponisten Adrian Willaert.
- Vincenzo Ruffo, der nach der Priesterweihe zunächst nur geistliche Ämter in Verona und Mailand versah, wirkt seit 1551 – nach der Rückkehr in seine Heimatstadt Verona – als Maestro di musica an der Accademia Filarmonica, ab 1554 auch als Domkapellmeister.
- Adrian Willaert ist seit dem 12. Dezember 1527 Domkapellmeister zu San Marco in Venedig. Der Komponist behält dieses Amt 35 Jahre lang bis zu seinem Tod; erst durch sein Wirken bekommt diese Stelle ihre in ganz Europa herausragende Bedeutung. 1555 werden 35 Psalmen und andere geistliche Gesänge von Willaert in dem Sammelband I sacri e santi salmi che si cantano a Vespro e Compienta bei Antonio Gardano veröffentlicht. Der Erstdruck von Vesperstücken und Komplet von 1555 ist wegen seiner vier Stimmen auf kleine Verhältnisse ausgerichtet und ist wohl deshalb so erfolgreich. Er enthält die beiden Psalmfolgen der Weihnachts- und Marienvesper, zwei Magnificats und Antiphonen zur Weihnachtsvesper sowie zwei weitere alternativ verwendbare Hymnen. Die sich anschließende Komplet Willaerts ist die erste ihrer Art, die im Druck erschienen ist und kann in besonderer Weise als „vertonte Liturgie“ gelten.

#### Königreich Neapel
- Diego Ortiz wirkt seit 1553 am vizeköniglichen Hof in Neapel. Fernando Álvarez de Toledo, 3. Herzog von Alba ernennt ihn zu seinem Kapellmeister (Maestro de Capilla).

### Königreich Polen

#### Hofkapelle von Sigismund II. August
- Valentin Bakfark ist von 1549 bis 1566 Lautenist am Hof des polnischen Königs und Großfürsten von Litauen Sigismund II. August in Vilnius.
- Mikołaj Gomółka lebt am Hof von König Sigismund II. August von Polen. Seit 1548 ist er Schüler eines königlichen Fistulators (hervorragende Instrumentalisten des Königs) namens Jan Klaus, bei dem er 10 Jahre verbringt.
- Wacław z Szamotuł ist seit dem 6. Mai 1547 Mitglied der königlichen Kapelle von König Sigismund II. August von Polen in Vilnius.

### Spanien

#### Hofkapelle von Karl I.
- Cornelius Canis ist seit Juni 1542 Nachfolger von Thomas Crécquillon als Hofkapellmeister der Grande Chapelle von Karl I. in Madrid. Ab dem frühen Jahr 1555 hat Canis offenbar seinen Rückzug erwogen, wohl aus Unzufriedenheit mit neuen musikalischen Tendenzen. Er verlässt den aktiven Dienst am Hof im gleichen Jahr. Der bayerische Botschafter am kaiserlichen Hof, Sigismund Seld, schreibt am 28. April 1555 an seinen Dienstherrn Herzog Albrecht V. von Bayern, dass Nicolas Payen dazu bestimmt sei, Canis als Kapellmeister nachzufolgen, und stellt in Aussicht, dass die neue Strömung der „Musica reservata“ nun besser zum Zuge käme als bisher, weil sich Cornelius Canis damit nicht anfreunden könne. In einem Brief vom 15. September des gleichen Jahres berichtet er, dass Canis den kaiserlichen Hof bereits in Richtung Gent verlassen habe, unter Mitnahme großzügiger Vergünstigungen und völliger Reisefreiheit. Diese Abreise erfolgt einen Monat vor der Abdankung Karls V. am 15. Oktober 1555 zugunsten seines Sohnes Philipp II.
- Antonio de Cabezón ist Hoforganist Karls I. und später Philipps II. Als Hoforganist unternimmt er zwei Reisen quer durch Europa (von 1548 bis 1551 und von 1554 bis 1556) und lernt bedeutende Musiker anderer Höfe kennen.

#### La Seu d’Urgell
- Joan Brudieu ist seit 1548 Kapellmeister auf Lebenszeit der Kathedrale von La Seu d’Urgell. Diese Position behält er – mit Unterbrechungen – bis kurz vor seinem Tode 1591.

#### Salamanca
- Diego Pisador ist nach dem Tod seiner Mutter im Jahr 1550 nach Salamanca zurückgekehrt.

#### Sevilla
- Juan Bermudo veröffentlicht 1555 in Osuna alle fünf Bände seines Hauptwerkes Declaratión de instrumentos musicales. Das erste Buch, das König Johann III. von Portugal gewidmet war, war bereits 1549 erschienen und König Johann III. von Portugal gewidmet. Es beschäftigte sich mit dem Lob der Musik. 1550 erschien ein Auszug des späteren zweiten Buchs unter dem Namen Arte tripharia, ein Lehrbuch mit einer Einführung in den ein- und mehrstimmigen Gesang und vier Kapiteln über die instrumentale Praxis von Clavichord und Vihuela. Die Bücher III bis V erscheinen zusammen mit den ersten beiden Büchern im Jahr 1555 im Druck. Das dritte Buch behandelt wichtige musiktheoretische Aspekte von Definitionen, Notation und Proportionen. Im vierten Buch wird die bauliche Eigenart, die Spieltechnik, die Stimmung und die Verzierungspraxis von Tasteninstrumenten und Vihuela behandelt, zusammen mit Fragen der Intabulierung auf dem Clavichord und der modalen Transposition. Das fünfte Buch bringt eine Lehre der Kirchentonarten, der Komposition von einstimmiger Musik sowie über Kontrapunkt und Polyphonie, wobei der Anfang dieses Buchs eine Epistola des andalusischen Komponisten Cristóbal de Morales (1500–1553) enthält, datiert auf den 20. Oktober 1550. Bermudos Hauptwerk beruht weitgehend auf älteren und zeitgenössischen Schriften und liefert eine umfassende und aufschlussreiche Darstellung der vokalen und instrumentalen Praxis des 16. Jahrhunderts, welche die allgemeine Musiklehre mit wertvollen Ausführungen über zahlreiche Musikinstrumente verbindet.
- Miguel de Fuenllana, der in Valladolid am Hof des spanischen Königs gelebt und 1554 sein Werk Orphenica Lyra, herausgegeben hat, erscheint 1555 als Vecino (Einwohner und Steuerzahler) der Stadt Sevilla. In einem Dokument beauftragt er seinen Diener Juan Ruiz mit der Vollmacht, Raubdrucke der Orphenica Lyra zu beschlagnahmen. Die Tatsache, dass er dieses Dokument wegen seiner Blindheit nicht selbst unterschreiben konnte, gilt als Beweis seiner Sehbehinderung gegen die Zweifel einiger Musikforscher des 20. Jahrhunderts. Der Komponist Juan Bermudo bezeichnet Fuenllana im gleichen Jahr 1555 als einen herausragenden Vihuelisten seiner Zeit, der als Musiker im Dienst der Marquesa de Tarifa stehe.
- Francisco Guerrero ist seit 1551 Assistent von Kapellmeister Fernández de Castileja und Chorregent an der Kathedrale von Sevilla.
- Alonso Mudarra ist seit dem 18. Oktober 1546 Kanoniker an der Kathedrale von Sevilla. In dieser Stadt hat er einen bedeutenden Einfluss auf das Musikleben und bleibt dort noch 34 Jahre bis an sein Lebensende. Zu seinen Aufgaben an der Kathedrale gehört die Leitung aller musikalischen Aktivitäten. Hierzu gehören die Beauftragung von Instrumentalisten, der Kauf und die Leitung des Aufbaus einer neuen Orgel und die enge Zusammenarbeit mit Komponisten für die vielfältigen festlichen Anlässe.

## Instrumentalmusik

### Für vier Instrumente
- Claude Gervaise – Danceries, Livre 6, Paris: Pierre Attaingnant: Noten und Audiodateien im International Music Score Library Project; darin:
  - Pavane d’Angleterre avec sa Gaillarde zu fünf Instrumenten: Noten und Audiodateien im International Music Score Library Project
  - Pavanne passemaize & sa Gaillarde zu vier Instrumenten: Noten und Audiodateien im International Music Score Library Project

## Vokalmusik

### Geistlich
- Benedictus Appenzeller
  - Motette Aspice domine quia facta zu fünf Stimmen, Antwerpen
  - Motette Da pacem domine zu fünf Stimmen, teilweise Appenzeller, Löwen 1555, teilweise (mit einer 6. Stimme) François de Layolle zugeschrieben, Lyon 1538
- Jacquet de Berchem – Motette Hodie in Jordane zu sechs Stimmen, Nürnberg
- Jakob Buus – eine Motette zu vier Stimmen; in: Sammeldruck Tertius tomus Evangeliorum, Nürnberg
- Pierre Cadéac – erstes Buch mit Motetten zu vier, fünf und sechs Stimmen, Paris: Le Roy & Ballard
- Pierre Certon – 50 Psalmen zu vier Stimmen, Paris: Le Roy & Ballard
- Johannes de Cleve – 1 Motette zu vier Stimmen; in Quartus tomus Evangeliorum zu vier bis sechs Stimmen, Nürnberg
- Jhan Gero – zwei Bücher mit Motetten, Venedig: Girolamo Scotto
- Nicolas Gombert
  - Motette Christe fili Dei zu vier Stimmen
  - Motette In illo tempore dicebat Jesus / Sed cum facis zu sechs Stimmen (auch Petit Jean De Latre zugeschrieben)
  - Motette Omnis pulchritudo Domini zu sechs Stimmen
  - Motette Quem dicunt homines zu sechs Stimmen
- Claude Goudimel
  - sechs geistliche Chansons, Paris: Nicolas Du Chemin
  - zweites Buch der Psalmen zu vier, fünf und sechs Stimmen, Paris
- Francisco Guerrero – Motetten zu vier und fünf Stimmen, Sevilla: Martin de Montesdoca; darin:
  - Motette Quasi cedrus exaltata sum in Libano zu vier Stimmen: Noten und Audiodateien im International Music Score Library Project
  - Motette Trahe me post te zu fünf Stimmen: Noten und Audiodateien im International Music Score Library Project
- Jean l’Héritier – Motetti de la Fama zu vier Stimmen, Venedig: Girolamo Scotto
- Homer Herpol – Gesangbücher (verschollen)
- Christian Hollander – Laudem dicite Deo nostro zu sechs Stimmen in Sacrorum cantionum […] liber secundus, Antwerpen
- Heinrich Isaac
  - Propriumszyklen nach Choralis Constantinus, Band 2, Nürnberg (durchweg zu vier Stimmen)
    - Nativitas Domini (vier Teile: Introitus, Alleluja, Sequenz, Communio; ebenso alle folgenden mit vier Teilen)
    - Circumcisio Domini (vier Teile)
    - Epiphania Domini (vier Teile)
    - Purificatio Mariae (vier Teile)
    - Annuntiatio Mariae (drei Teile)
    - Resurrectio Domini (fünf Teile)
    - Ascensio Domini (vier Teile)
    - Sancti Spiritus (vier Teile)
    - Corporis Christi (vier Teile)
    - Joannis Baptistae (vier Teile)
    - Joannis et Pauli (vier Teile)
    - Petri et Pauli (vier Teile)
    - Visitatio Mariae (vier Teile)
    - Mariae Magdalenae (vier Teile)
    - Assumptio Mariae (vier Teile)
    - Sancti Geberhardi (vier Teile)
    - Sancti Pelagii (vier Teile)
    - Nativitas Mariae (vier Teile)
    - Dedicatio templi (vier Teile)
    - De sancta cruce (vier Teile)
    - Omnium sanctorum (vier Teile)
    - Sancti Martini (vier Teile)
    - Praesentatio Mariae (vier Teile)
    - Sancti Conradi (vier Teile)
    - Conceptio Mariae (vier Teile)

  - Propriumszyklen nach Choralis Constantinus, Band 3 (durchweg zu vier Stimmen)
    - In vigilia unius apostoli (Introitus, Gradus, Alleluja, Sequenz, Communio)
    - Commune Apostolorum (Introitus, drei Alleluja, Sequenz, zwei Communios)
    - Commune martyrum (sieben Introiten, neun Allelujas, zwei Sequenzen, sieben Communios)
    - Commune unius martyris (sechs Introiten, vier Allelujas, zwei Sequenzen, fünf Communios)
    - Commune confessoris (vier Introiten, sechs Allelujas, zwei Sequenzen, drei Communios)
    - Commune virginum (vier Introiten, drei Allelujas, Sequenz, vier Communios)
    - Tractus (alle fünf Sätze)
    - Annuntiatio Mariae (Introitus, Alleluja, Sequenz)
    - De Sancta Maria, a Nativitate usque ad Purificationem (Introitus, Alleluja, Sequenz)
    - Commune festorum Beatae Mariae Virginis (Introitus, Alleluja, Sequenz, Communio)
    - Sanctorum apostolorum Philippi et Iacobi (Introitus, Communio)
    - Inventio sanctae crucis (Introitus, Alleluja, Sequenz, Communio)
    - In vigilia Sancti Joannis Baptistae (Introitus)
    - Nativitas Sancti Joannis Baptistae (Introitus, Alleluja, Sequenz, Communio)
    - In vigilia sanctorum apostolorum Petri et Pauli (Introitus, Communio)
    - Sanctorum apostolorum Petri et Pauli (Introitus, Communio)
    - Commemoratio Sancti Pauli apostoli (Introitus, Communio)
    - Visitatio Beatae Mariae Virginis (Alleluja, Sequenz)
    - In divisione apostolorum (Sequenz)
    - Mariae Magdalenae paenitentis (Sequenz, Communio)
    - In vigilia Sancti Laurentii martyris (Introitus)
    - Sancti Laurentii martyris (Introitus, Alleluja, Sequenz)
    - Assumptio Beatae Mariae Virginis (Alleluja, Sequenz)
    - Nativitas Beatae Mariae Virginis (Alleluja, Sequenz)
    - In dedicatione Sancti Michaelis archangeli (Introitus, Alleluja, Sequenz, Communio)
    - Sanctarum Ursulae ac sociarum virginum et martyrum (Sequenz)

  - Motette Piae vocis laudes zu vier Stimmen: Noten und Audiodateien im International Music Score Library Project
- Jean Lecocq – Motette Suscipe verbum virgo Maria zu fünf Stimmen
- Vicente Lusitano – erstes Buch mit Motetten zu fünf, sechs und acht Stimmen, Rom: Valerio & Luigi Dorico
- Jean Maillard – erstes Buch mit Motetten zu vier, fünf und sechs Stimmen, Paris: Le Roy & Ballard
- Jean Mouton – Motette Nesciens mater virgo virum, in: Mouton’s Selecti aliquot moduli, liber primus: Noten und Audiodateien im International Music Score Library Project
- Martin Peudargent
  - Sacrarum Cantionum I, 12 fünfstimmige Motetten, Düsseldorf: J. Bathen
  - Sacrarum Cantionum II, 14 Motetten, davon eine sechsstimmig und 13 fünfstimmig, Düsseldorf: J. Bathen
  - Te Deum Patrem, vierstimmig, in: Ecclesiasticarum cantionum quatuor vocum II, Antwerpen: Tielman Susato 1553 und in: Tertius tomus Evangeliorum, Nürnberg: J. Montanus
- Claudin de Sermisy – Moduli, Liber 1, Paris: Adrian le Roy & Ballard: Noten und Audiodateien im International Music Score Library Project
- Adrian Willaert
  - I sacri e santi salmi, Venedig: Antonio Gardano; darin:
    - Antiphon Hodie Christus natus est zu vier Stimmen: Noten und Audiodateien im International Music Score Library Project
    - Antiphon Regina coeli laetare zu vier Stimmen: Noten und Audiodateien im International Music Score Library Project

  - Motette Infelix Ego zu sechs Stimmen; in: Sextus tomus evangeliorum et piarum sentiarum: Noten und Audiodateien im International Music Score Library Project

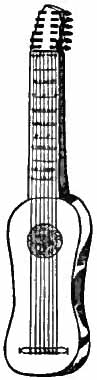
Zeichnung einer frühen spanischen Gitarre mit sieben Saiten

### Weltlich
- Jakob Arcadelt – Madrigal Chiare fresche et dolci acque zu fünf Stimmen; in: l primo libro de le muse a 5 voci di diversi: Noten und Audiodateien im International Music Score Library Project
- Jacquet de Berchem – Il primo libro de gli madrigali, a quatro voci, Venedig: Girolamo Scotto: Noten und Audiodateien im International Music Score Library Project; darin:
  - A qualunque animal (Petrarca)
  - Al più cocente raggio
  - Alma diletta sposa (Cassola)
  - Ben mille volte (Cassola)
  - Chiunque in petto
  - Cogliete delle spine
  - Con lei fuss’ io (Petrarca)
  - Deh perchè così presto
  - Dolor ch’hai fatto
  - Donna se voi volete
  - Et io da che (Petrarca)
  - Giovene Donna (Petrarca)
  - Glorioso pastore
  - Hor vedi amor (Petrarca)
  - Io mi sento (Cassola)
  - Io non saprei (Cassola)
  - Nasce dal pensier mio
  - Non credo che (Petrarca)
  - Non muto qualità
  - Non vidd’ il sol giammai
  - Occhi pianger’e tu (Cassola)
  - O dolci sguardi (Petrarca)
  - Prima ch’i torni (Petrarca)
  - Quando fra l’altre donne (Petrarca)
  - Quando la sera (Petrarca)
  - Se la mia donna (Cassola)
  - Si vario ’l mio
  - Vagh’ augelletto (Petrarca)
  - Vist’ho più volt’ (Cassola)
  - Voi pur udite
- Jean De Latre – sechstes Buch mit Chansons zu vier Stimmen, Löwen: Pierre Phalèse
- Hermann Finck
  - Hochzeitsmotette Amore flagrantissimo zu fünf Stimmen
  - Hochzeitsmotette Pectus ut in sponso zu vier Stimmen
- Clément Janequin
  - Inventions musicales zu vier Stimmen, 1. Buch, Paris: Nicolas du Chemin; darin:
    - Chanson La Jalouzie zu fünf Stimmen: Noten und Audiodateien im International Music Score Library Project

  - Inventions musicales, 2. Buch, Paris: Nicolas du Chemin; darin:
    - Chanson Herbes et fleurs et vous, prez verdoyans zu vier Stimmen: Noten und Audiodateien im International Music Score Library Project

  - zweites Buch mit Chansons und Cantiques Spirituels zu vier Stimmen, Paris: Nicolas du Chemin
- Orlando di Lasso
  - Orlando di Lasso – Le quatoirsiesme livre a 4 parties, Antwerpen: Tielman Susato
    - Motette Alma Nemes, quad sola Nemes zu vier Stimmen, LV 46: Noten und Audiodateien im International Music Score Library Project
    - Motette Audi dulcis amica mea zu vier Stimmen, LV 42: Noten und Audiodateien im International Music Score Library Project
    - Chanson Avecques vous mon amour finira zu vier Stimmen, LV 38: Noten und Audiodateien im International Music Score Library Project
    - Villanella La cortesia voi donne predicate zu vier Stimmen, LV 33: Noten und Audiodateien im International Music Score Library Project
    - Madrigal Del freddo Rheno zu vier Stimmen, LV 23: Noten und Audiodateien im International Music Score Library Project
    - Madrigal Je l’aime bien et l’amerai zu vier Stimmen, LV 39: Noten und Audiodateien im International Music Score Library Project
    - Chanson Las voules vous zu vier Stimmen, LV 36: Noten und Audiodateien im International Music Score Library Project
    - Madrigal Per pianto la mia carne zu vier Stimmen, LV 24: Noten und Audiodateien im International Music Score Library Project
    - Villanella Sto core mio zu vier Stimmen, LV 35: Noten und Audiodateien im International Music Score Library Project

  - Madrigali a 5 voci, Libro 1, Venedig: Antonio Gardano: Noten und Audiodateien im International Music Score Library Project; darin:
    - Madrigal Fiera stella zu fünf Stimmen, LV 14: Noten und Audiodateien im International Music Score Library Project
    - Madrigal Guarda'l mio stato zu fünf Stimmen, LV 2: Noten und Audiodateien im International Music Score Library Project
    - Madrigal Mia benigna fortun’e ’l viver lieto zu fünf Stimmen, LV 10: Noten und Audiodateien im International Music Score Library Project
    - Madrigal Sol’e pensoso i più deserti campi zu fünf Stimmen, LV 19: Noten und Audiodateien im International Music Score Library Project

  - 6 Villanelles zu vier Stimmen: Noten und Audiodateien im International Music Score Library Project; darin:
    - Villanella Madonna, mia pietà zu vier Stimmen, LV 30: Noten und Audiodateien im International Music Score Library Project
    - Villanella La cortesia voi donne predicate zu vier Stimmen, LV 33: Noten und Audiodateien im International Music Score Library Project
    - Villanella Sto core mio zu vier Stimmen, LV 35: Noten und Audiodateien im International Music Score Library Project

  - Il primo libro dove si contengono madrigali, vilanesche, canzoni francesi, e motetti; darin:
    - Madrigal Occhi, piangete zu vier Stimmen, LV 27: Noten und Audiodateien im International Music Score Library Project
    - Madrigal Se ben l’empia mia sorte zu vier Stimmen, LV 26: Noten und Audiodateien im International Music Score Library Project
    - Madrigal Vray Dieu disoit une fillette zu vier Stimmen, LV 41: Noten und Audiodateien im International Music Score Library Project
- Francesco Manara – Nova angeletta zu vier Stimmen, in: Il primo libro de madrigali a 4 voci: Noten und Audiodateien im International Music Score Library Project
- Giovanni Pierluigi da Palestrina – Individualdruck Il primo libro di madrigali a quatro voci, Rom: Noten und Audiodateien im International Music Score Library Project (erstes Buch weltlicher Madrigale, viele Nachdrucke); darin:
  - Madrigal Amor, Fortuna zu vier Stimmen: Noten und Audiodateien im International Music Score Library Project
  - Madrigal Mentre ch'al mar descenderanno zu vier Stimmen: Noten und Audiodateien im International Music Score Library Project
  - Madrigal Vaghi pensier che così passo passo zu vier Stimmen: Noten und Audiodateien im International Music Score Library Project
- Cipriano de Rore – Madrigal Calami Sonum ferentes zu vier Stimmen, Antwerpen: Tielman Susato: Noten und Audiodateien im International Music Score Library Project
- Vincenzo Ruffo
  - Madrigali a 4 voci, Libro 2, Venedig: Antonio Gardano: Noten und Audiodateien im International Music Score Library Project; darin:
    - Madrigal Et oltre al mio destino zu vier Stimmen: Noten und Audiodateien im International Music Score Library Project
    - Madrigal Leggiadre Donne, che quella bellezza zu vier Stimmen: Noten und Audiodateien im International Music Score Library Project
    - Madrigal O sogno mio felice o sogno grato zu vier Stimmen: Noten und Audiodateien im International Music Score Library Project
    - Madrigal Vergine bella, che di sol vestita zu vier Stimmen: Noten und Audiodateien im International Music Score Library Project

  - Madrigali a 5 voci, Libro 3, Venedig: Antonio Gardano: Noten und Audiodateien im International Music Score Library Project
    - Madrigal Liete piante, verdi erbe, limpide acque zu fünf Stimmen: Noten und Audiodateien im International Music Score Library Project
- Tielman Susato (Hrsg.) – Le premier [-XIV] Livre des chansons zu vier bis acht Stimmen, 1543–1555
- Pierre de Villiers – Chanson L’yver sera et l’esté variable zu zwei Stimmen: Noten und Audiodateien im International Music Score Library Project

## Musiktheoretische Schriften
- Juan Bermudo – Declaratión de instrumentos musicales, 5 Bände; Ausgabe: Taller de Juan de Léon, Osuna: Noten und Audiodateien im International Music Score Library Project
- Wolfgang Figulus – Elementa musicae brevissima, Leipzig
- Pontus de Tyard – Solitaire secondon prose de la musique
- Nicola Vicentino – L’antica musica ridotta alla moderna prattica, Rom: Noten und Audiodateien im International Music Score Library Project

## Geboren

### Geburtsdatum gesichert
- 25. Februar: Alonso Lobo, spanischer sakraler Komponist († 1617)
- 02. März: Ludovico Spontoni, italienischer Komponist († vor 1609)[1]
- 11. Juni: Ludovico Zacconi, italienischer Musiktheoretiker († 1627)

### Genaues Geburtsdatum unbekannt
- Paul Oderborn, deutschbaltischer evangelischer Geistlicher, Superintendent und Kirchenlieddichter († 1604)
- Statius Olthof, deutscher Kantor und Komponist († 1629)[1]
- Gabriele Villani, italienischer Komponist († 1625)[1]

### Geboren um 1555
- Johannes Avianus, deutscher Lehrer, Pfarrer und Komponist († 1617)[1]
- Hans Bach, österreichischer Spielmann, Hofnarr und Musiker († 1615)[1]
- Carlo Berti, italienischer Komponist und Organist († 1602)[1]
- Pierre Bonhomme, franko-flämischer Komponist († 1617)[1]
- Jacques Champion, französischer Organist und Cembalist († 1642)[1]
- Manuel Rodrigues Coelho, portugiesischer Geistlicher, Komponist und Organist († 1635)
- Sebastian Erthel, österreichischer Benediktinermönch und Komponist († 1618)
- Joannino Favereo, deutscher Komponist und Hofkapellmeister der Kurfürsten von Köln († um 1623)
- Giulio Cesare Gabussi, italienischer Kapellmeister und Komponist († 1611)
- Giovanni Battista Galeno, italienischer Sänger, Komponist und Priester († nach 1626)[1]
- John Mudd, englischer Komponist und Organist († 1631)[1]
- John Mundy, englischer Organist und Komponist († 1630)
- Filippo Nicoletti, italienischer Komponist († 1634)[1]
- Alessandro Orologio, italienischer Komponist und Trompeter († 1633)[1]
- Ercole Pasquini, italienischer Organist, Cembalist und Komponist († zwischen 1608 und 1619)
- Paolo Quagliati, italienischer Komponist und Organist († 1628)
- Lucrezio Quinziani, italienischer Komponist († um 1600)
- Jacob Reiner, deutscher Komponist und Kapellmeister († 1606)[1]
- Simone Verovio, holländischer Komponist, Kalligraph, Notenstecher, Verleger und Herausgeber († 1607)
- Narcissus Zängel, deutscher Komponist († nach 1607)[1]

### Geboren nach 1555
- Johannes Rude, deutscher Lautenist und Komponist († nach 1615)[1]

## Gestorben

### Todesdatum gesichert
- 09. Februar: Christian Egenolff, deutscher Buchdrucker und Verleger (* 1502)
- 08. August: Oronce Fine, französischer Mathematiker, Kartograph und Notenstecher (* 1494)
- 09. Oktober: Justus Jonas der Ältere, deutscher Jurist, Humanist, Kirchenlieddichter, lutherischer Theologe und Reformator (* 1493)
- 30. Dezember: Konrad Praetorius, deutscher Schulmann, Geistlicher, Dichter und Komponist (* um 1515)[2]

### Genaues Todesdatum unbekannt
- Mads Hak, dänischer Komponist (* unbekannt)

### Gestorben vor 1555
- Virgilius Haugk, deutscher Komponist (* zwischen 1490 und 1500)
- Hans Vogel, deutscher Meistersinger und Dichter (* unbekannt)[2]

### Gestorben um 1555
- Jacobus Clemens non Papa, franko-flämischer Komponist und Sänger (* zwischen 1510 und 1515)

### Gestorben nach 1555
- Leonardo Barré, französischer Sänger, Kapellmeister und Komponist (* um 1510)
- Jacotin Le Bel, französischer Komponist und Sänger (* um 1490)